# Picaflor tarmeño
Picaflor tarmeño es una composición musical de Daniel Rojas en el año 1936, interpretado por la orquesta Lira Tarmeña o Estudiantina Tarma en la ciudad de Tarma asimismo es parte de la música andina del Perú.

## Historia
Antidio Rojas y Adrián Solano fundan el grupo musical como Estudiantina Tarma, su sede principal estaba ubicado en el barrio de Mantarana. Sus principales temas fueron Picaflor tarmeño compuesto por Daniel Rojas en 1936 considerado como uno de los himnos de Tarma Huamanripita y Mantarana son otros temas principales. El último integrante fue Santiago Izquierdo que en 2021 dejó de existir.

### Integrantes
- Antidio Rojas
- Adrián Solano
- Juan Lavado ("ventanita")
- Fortunato Baldoceda
- Luis Pizarro
- Félix Palomino
- Santiago Izquierdo